# 度会家行

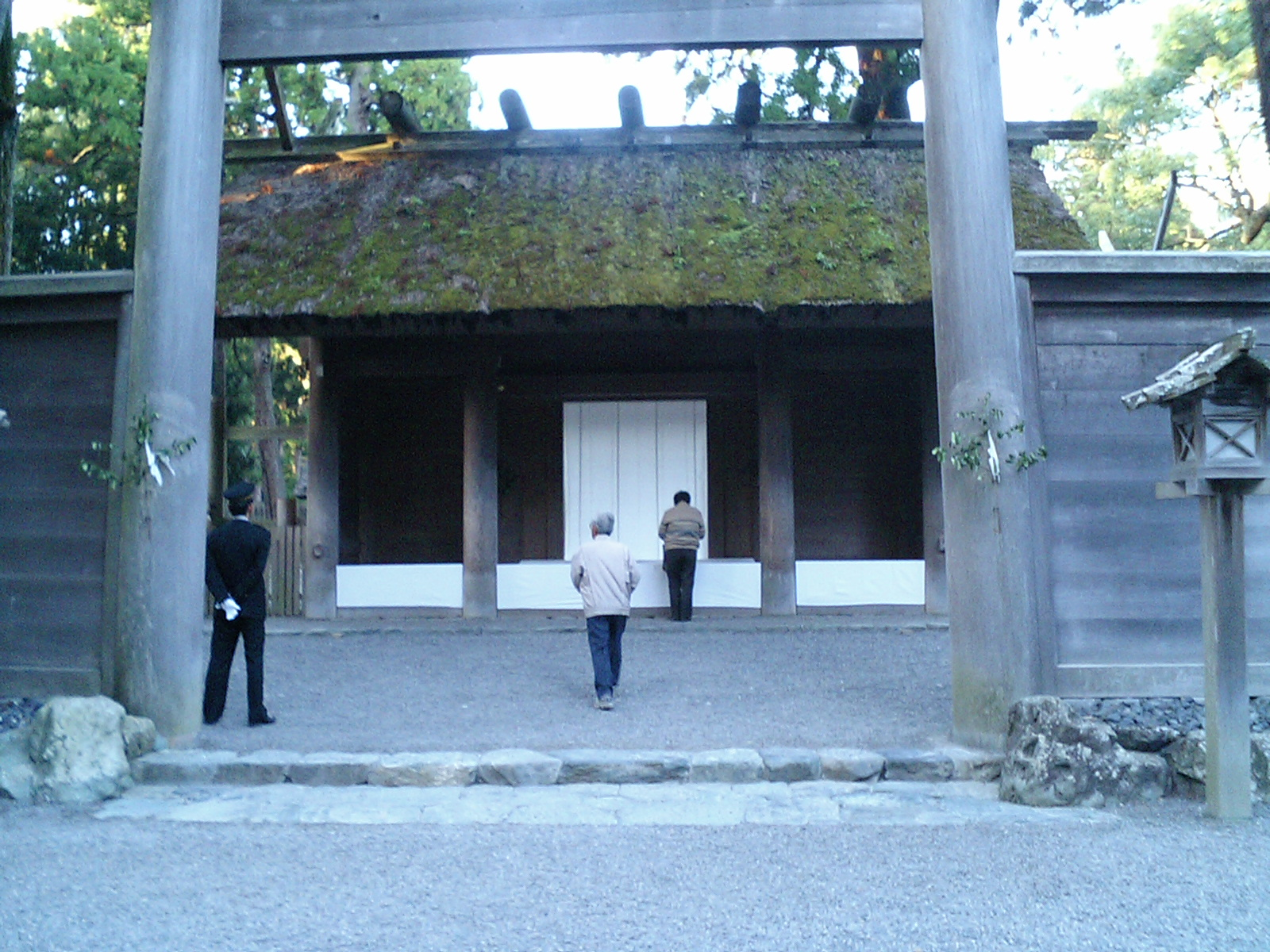
伊勢神宮外宮（豊受大神宮）

度会 家行（わたらい いえゆき、康元元年（1256年） - 正平6年/観応2年（1351年）?）は、伊勢神宮の外宮（豊受大神宮）の神官で、伊勢神道の大成者。没年は正平17年/貞治元年（1362年）という説もある。

## 概要
度会有行の子で、村松を姓とし、はじめ行家といったが、禰宜昇格に際して改名した。徳治元年（1306年）度会行忠の死没による欠員で禰宜に昇格し、以後累進して興国2年/暦応4年（1341年）一禰宜となり、南朝から従三位に叙せられ、正平4年/貞和5年（1349年）に職を退いた。
伊勢神道の外宮の神官として、内宮より外宮を優位とする伊勢神道を唱えて、仏より神が上位であること（反本地垂迹説）と、外宮信仰を主張した。
家行は学者・祠官としてのみならず、建武の新政挫折後の南北朝の動乱で南朝方の北畠親房を支援し、南伊勢地区の軍事的活動にも挺身した。後醍醐天皇の吉野遷幸に尽力したほか、その神国思想は北畠親房の思想に大きく影響し、親房の師とされ、また、他の南朝方にも影響を与えた。
家行の著作の中では、特に『類聚神祇本源』が後世の神道に大きな影響を与えた。

## 著作
- 『瑚璉集』
- 『神道簡要』
- 『類聚神祇本源』
- 『神祇秘抄』